# Dietzenbach
Dietzenbach è un comune tedesco di 34 928 abitanti situato nel land dell'Assia.

## Galleria d'immagini

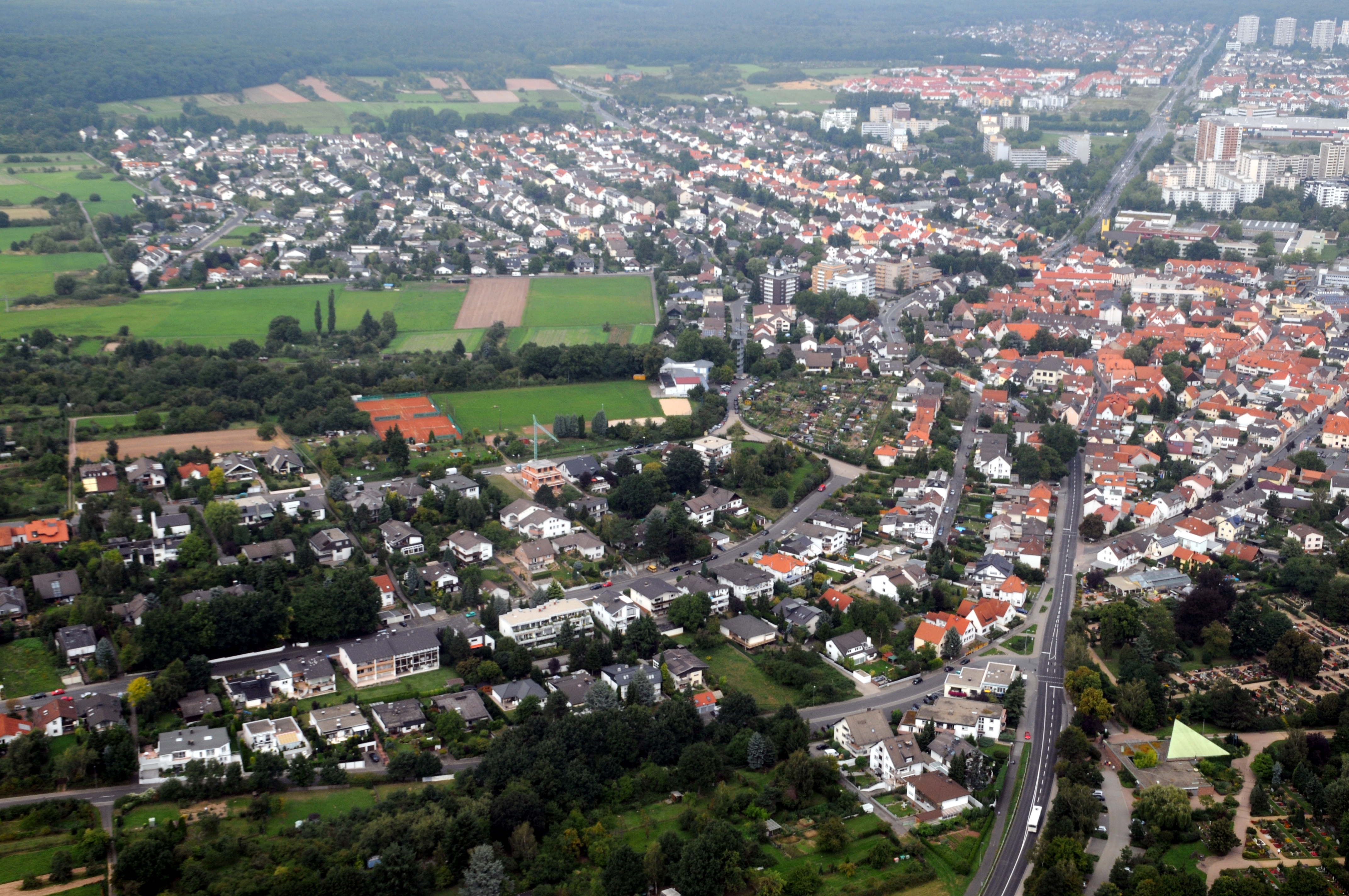
Vista aerea
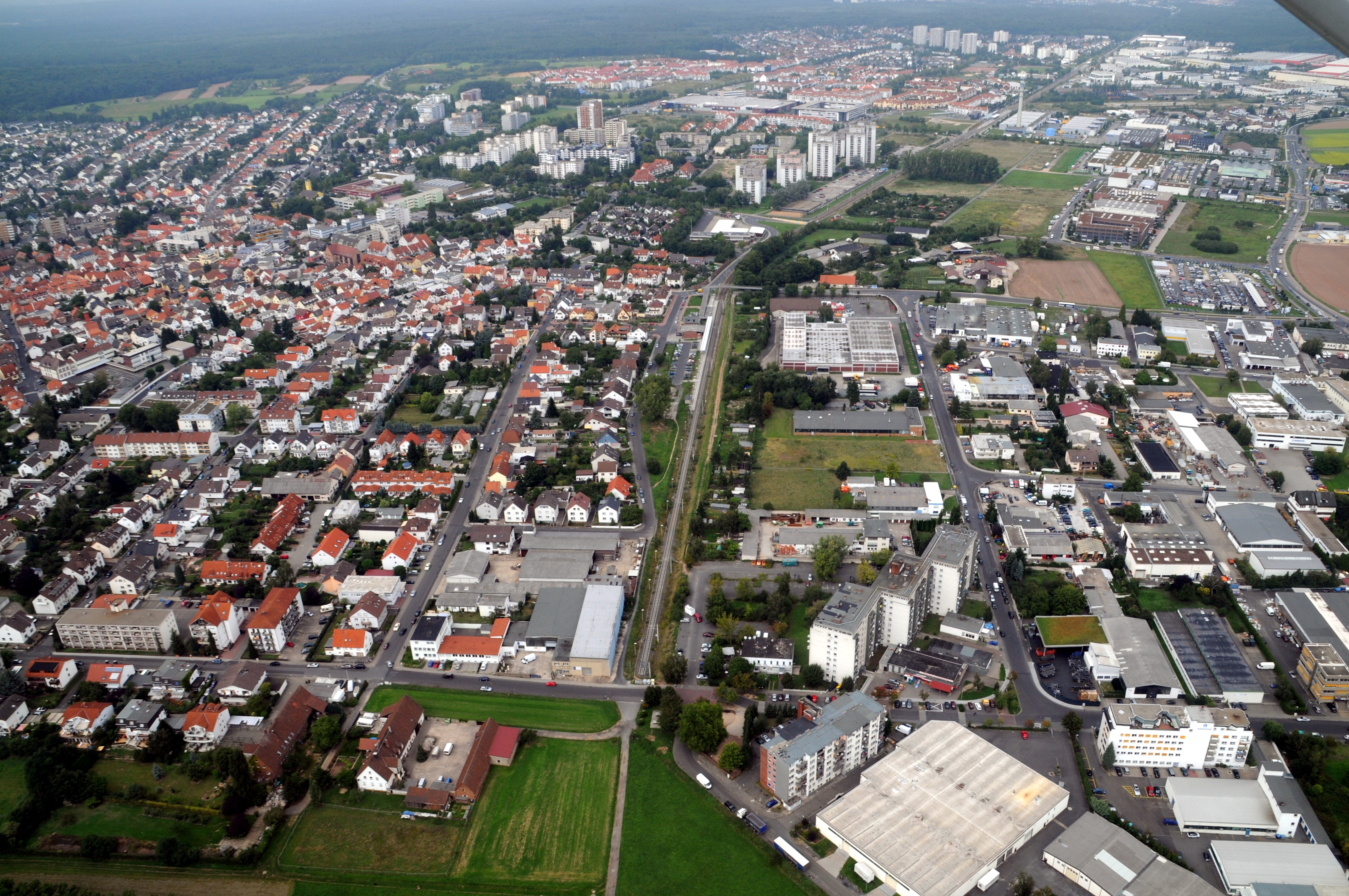
Vista aerea
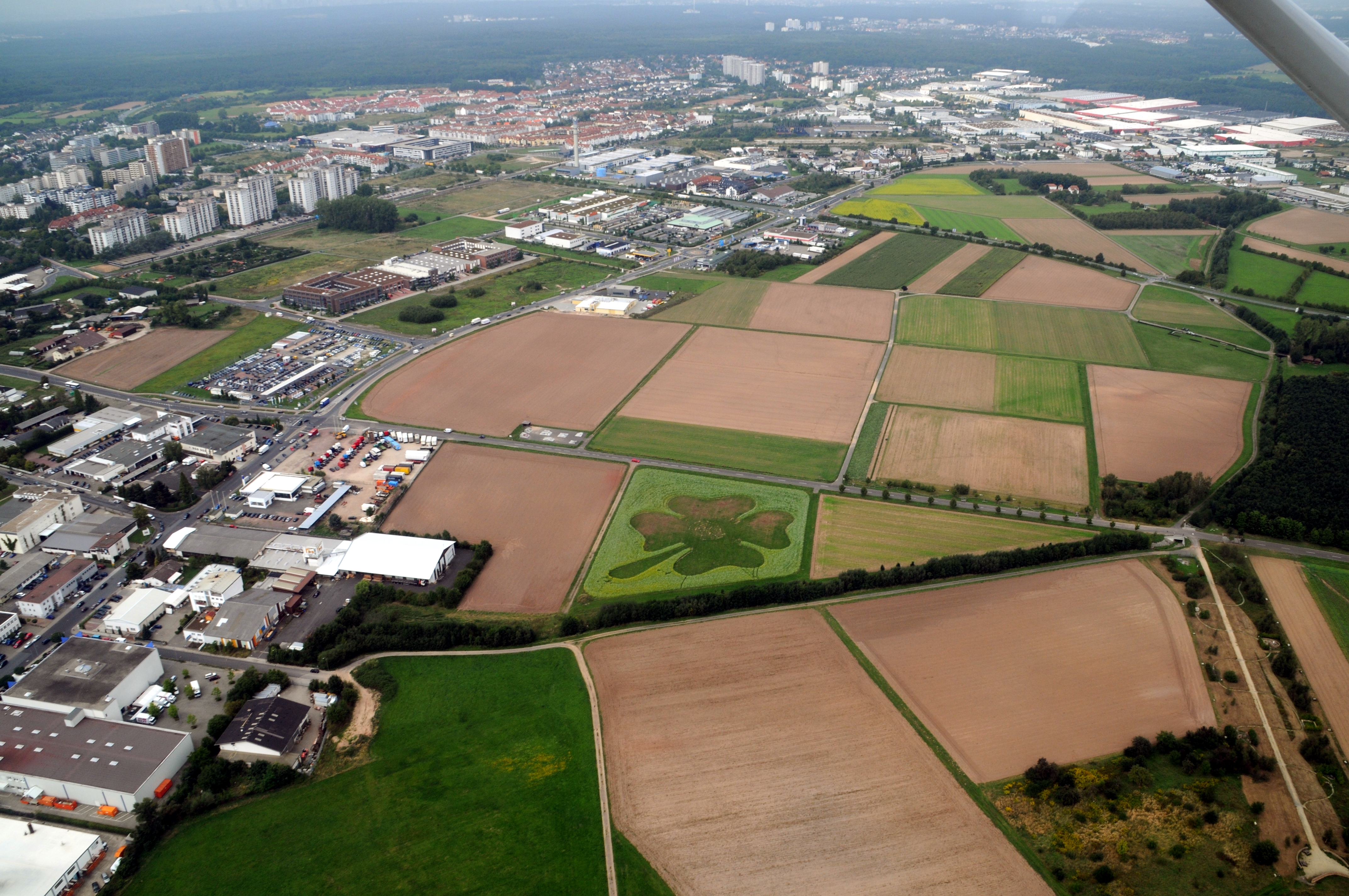
Vista aerea
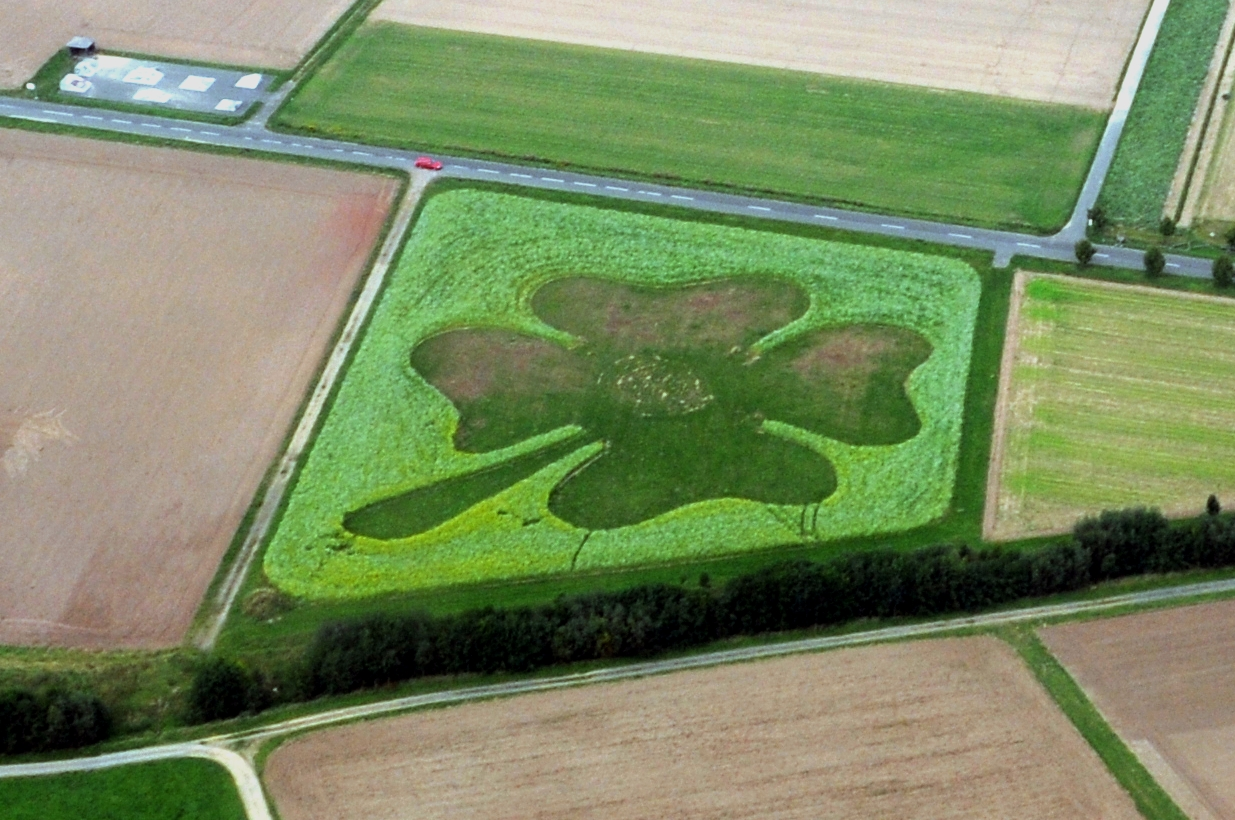
Vista aerea